# José Manuel Ochotorena
José Manuel Ochotorena Santacruz (San Sebastián, 1961. január 16. –) spanyol válogatott labdarúgókapus.

## Pályafutása

### Klubcsapatban
San Sebastiánban született. Pályafutását 1979-ben a Real Madrid Castillában kezdte. A Real Madridban 1982-ben mutatkozott be. 1988-ig volt a klub játékosa, ezalatt három bajnoki címet szerzett és két UEFA-kupát nyert. 1988 és 1992 között a Valencia kapuját védte. 1989-ben megkapta a Zamora-díjat. 1992 és 1994 között a Tenerifét erősítette. Az 1994–95-ös szezonban a Logroñés csapatában játszott. 1995-től 1997-ig a Racing Santander játékosa volt. 1998-ban a Logroñésben fejezte be a pályafutását.

### A válogatottban
1989-ben 1 alkalommal szerepelt a spanyol válogatottban. Egy Lengyelország elleni barátságos mérkőzés alkalmával mutatkozott be 1989. szeptember 20-án, amely 1–0-ás győzelemmel zárult. Részt vett az 1990-es világbajnokságon, de nem lépett pályára egyetlen mérkőzésen sem.

## Sikerei, díjai
Real Madrid
- Spanyol bajnok (3): 1985–86, 1986–87, 1987–88
- Spanyol ligakupa (1): 1985
- UEFA-kupa (2): 1984–85, 1985–86

Egyéni
- Zamora-díj (1): 1988–89

## Külső hivatkozások
- José Manuel Ochotorena adatlapja a National-Football-Teams.com oldalon (angolul)

- José Manuel Ochotorena (angol nyelven). eu-football.info
- José Manuel Ochotorena (angol, katalán, spanyol nyelven). BDFutbol.com
- José Manuel Ochotorena (német nyelven). kicker.de
- José Manuel Ochotorena adatlapja a worldfootball.net oldalon (angolul)